# Códigos dos países (T)
- A
- B
- C
- D–E
- F
- G
- H–I
- J–K
- L
- M
- N
- O–Q
- R
- S
- T
- U–Z

## Taiwan
| ISO 3166-1 numérico 158         | ISO 3166-1 alfa-3 TWN  | ISO 3166-1 alfa-2 TW              | ICAO cod aeroporto prefixo(s) RC  |
| E.164 cód tel(s) +886           | COI cód país —         | TLD cod país .tw                  | ICAO aeronave regis. prefixo(s) — |
| E.212 Mobile código país(s) 466 | OTAN Cód três-letras — | OTAN Cód duas-letras (obsoleto) — | LOC MARC código(s) CH             |
| ITU Marítima ID (s) —           | ITU código de letras — | FIPS código de país(es) TW        | Licença código chapa RC           |
| GS1 GTIN prefixo(s) 471         | UNDP códigos de país — | WMO códigos de país TW            | ITU prefixos indicativo —         |

| * | Alguns códigos são atribuídos a Taiwan ou Taiwan (província da China), enquanto alguns são atribuídos à República da China. Ver também Taipei chinesa, Estado político de Taiwan e China e as Nações Unidas. |

## Tajiquistão
| ISO 3166-1 numérico 762         | ISO 3166-1 alfa-3 TJK    | ISO 3166-1 alfa-2 TJ              | ICAO cod aeroporto prefixo(s) UT  |
| E.164 cód tel(s) +992           | COI cód país —           | TLD cod país .tj                  | ICAO aeronave regis. prefixo(s) — |
| E.212 Mobile código país(s) 436 | OTAN Cód três-letras —   | OTAN Cód duas-letras (obsoleto) — | LOC MARC código(s) TA             |
| ITU Marítima ID (s) —           | ITU código de letras TJK | FIPS código de país(es) TI        | Licença código chapa TJ           |
| GS1 GTIN prefixo(s) 488         | UNDP códigos de país TAJ | WMO códigos de país TZ            | ITU prefixos indicativo EYA-EYZ   |

## Tanzânia
| ISO 3166-1 numérico 834         | ISO 3166-1 alfa-3 TZA    | ISO 3166-1 alfa-2 TZ              | ICAO cod aeroporto prefixo(s) HT  |
| E.164 cód tel(s) +255           | COI cód país —           | TLD cod país .tz                  | ICAO aeronave regis. prefixo(s) — |
| E.212 Mobile código país(s) 640 | OTAN Cód três-letras —   | OTAN Cód duas-letras (obsoleto) — | LOC MARC código(s) TZ             |
| ITU Marítima ID (s) —           | ITU código de letras TZA | FIPS código de país(es) TZ        | Licença código chapa EAT          |
| GS1 GTIN prefixo(s) 620         | UNDP códigos de país URT | WMO códigos de país TN            | ITU prefixos indicativo 5HA-5IZ   |

## Tailândia
| ISO 3166-1 numérico 764         | ISO 3166-1 alfa-3 THA    | ISO 3166-1 alfa-2 TH              | ICAO cod aeroporto prefixo(s) VT         |
| E.164 cód tel(s) +66            | COI cód país —           | TLD cod país .th                  | ICAO aeronave regis. prefixo(s) —        |
| E.212 Mobile código país(s) 520 | OTAN Cód três-letras —   | OTAN Cód duas-letras (obsoleto) — | LOC MARC código(s) TH                    |
| ITU Marítima ID (s) —           | ITU código de letras THA | FIPS código de país(es) TH        | Licença código chapa T                   |
| GS1 GTIN prefixo(s) 885         | UNDP códigos de país THA | WMO códigos de país TH            | ITU prefixos indicativo E2A-E2Z, HSA-HSZ |

## Timor-Leste
| ISO 3166-1 numérico 626         | ISO 3166-1 alfa-3 TLS    | ISO 3166-1 alfa-2 TL              | ICAO cod aeroporto prefixo(s) WP     |
| E.164 cód tel(s) +670           | COI cód país —           | TLD cod país .tl                  | ICAO aeronave regis. prefixo(s) —    |
| E.212 Mobile código país(s) 514 | OTAN Cód três-letras —   | OTAN Cód duas-letras (obsoleto) — | LOC MARC código(s) EM                |
| ITU Marítima ID (s) —           | ITU código de letras TMP | FIPS código de país(es) TT        | Licença código chapa TL (unofficial) |
| GS1 GTIN prefixo(s) —           | UNDP códigos de país TIM | WMO códigos de país TM            | ITU prefixos indicativo 4WA-4WZ      |

## Togo
| ISO 3166-1 numérico 768         | ISO 3166-1 alfa-3 TGO    | ISO 3166-1 alfa-2 TG              | ICAO cod aeroporto prefixo(s) DX  |
| E.164 cód tel(s) +228           | COI cód país —           | TLD cod país .tg                  | ICAO aeronave regis. prefixo(s) — |
| E.212 Mobile código país(s) 615 | OTAN Cód três-letras —   | OTAN Cód duas-letras (obsoleto) — | LOC MARC código(s) TG             |
| ITU Marítima ID (s) —           | ITU código de letras TGO | FIPS código de país(es) TO        | Licença código chapa TG           |
| GS1 GTIN prefixo(s) —           | UNDP códigos de país TOG | WMO códigos de país TG            | ITU prefixos indicativo 5VA-5VZ   |

## Toquelau
| ISO 3166-1 numérico 772         | ISO 3166-1 alfa-3 TKL    | ISO 3166-1 alfa-2 TK              | ICAO cod aeroporto prefixo(s) —   |
| E.164 cód tel(s) +690           | COI cód país —           | TLD cod país .tk                  | ICAO aeronave regis. prefixo(s) — |
| E.212 Mobile código país(s) 530 | OTAN Cód três-letras —   | OTAN Cód duas-letras (obsoleto) — | LOC MARC código(s) TL             |
| ITU Marítima ID (s) —           | ITU código de letras TKL | FIPS código de país(es) TL        | Licença código chapa —            |
| GS1 GTIN prefixo(s) —           | UNDP códigos de país TOK | WMO códigos de país TK            | ITU prefixos indicativo —         |

## Tonga
| ISO 3166-1 numérico 776         | ISO 3166-1 alfa-3 TON    | ISO 3166-1 alfa-2 TO              | ICAO cod aeroporto prefixo(s) NFT    |
| E.164 cód tel(s) +676           | COI cód país —           | TLD cod país .to                  | ICAO aeronave regis. prefixo(s) —    |
| E.212 Mobile código país(s) 539 | OTAN Cód três-letras —   | OTAN Cód duas-letras (obsoleto) — | LOC MARC código(s) TO                |
| ITU Marítima ID (s) —           | ITU código de letras TON | FIPS código de país(es) TN        | Licença código chapa TO (unofficial) |
| GS1 GTIN prefixo(s) —           | UNDP códigos de país TON | WMO códigos de país TO            | ITU prefixos indicativo A3A-A3Z      |

## Trinidad e Tobago
| ISO 3166-1 numérico 780         | ISO 3166-1 alfa-3 TTO    | ISO 3166-1 alfa-2 TT              | ICAO cod aeroporto prefixo(s) TT  |
| E.164 cód tel(s) +1 868         | COI cód país —           | TLD cod país .tt                  | ICAO aeronave regis. prefixo(s) — |
| E.212 Mobile código país(s) 374 | OTAN Cód três-letras —   | OTAN Cód duas-letras (obsoleto) — | LOC MARC código(s) TR             |
| ITU Marítima ID (s) —           | ITU código de letras TRD | FIPS código de país(es) TD        | Licença código chapa TT           |
| GS1 GTIN prefixo(s) —           | UNDP códigos de país TRI | WMO códigos de país TD            | ITU prefixos indicativo 9YA-9ZZ   |

## Tunísia
| ISO 3166-1 numérico 788         | ISO 3166-1 alfa-3 TUN    | ISO 3166-1 alfa-2 TN              | ICAO cod aeroporto prefixo(s) DT         |
| E.164 cód tel(s) +216           | COI cód país —           | TLD cod país .tn                  | ICAO aeronave regis. prefixo(s) —        |
| E.212 Mobile código país(s) 605 | OTAN Cód três-letras —   | OTAN Cód duas-letras (obsoleto) — | LOC MARC código(s) TI                    |
| ITU Marítima ID (s) —           | ITU código de letras TUN | FIPS código de país(es) TS        | Licença código chapa TN                  |
| GS1 GTIN prefixo(s) 619         | UNDP códigos de país TUN | WMO códigos de país TS            | ITU prefixos indicativo 3VA-3VZ, TSA-TSZ |

## Turquia
| ISO 3166-1 numérico 792         | ISO 3166-1 alfa-3 TUR    | ISO 3166-1 alfa-2 TR              | ICAO cod aeroporto prefixo(s) LT         |
| E.164 cód tel(s) +90            | COI cód país —           | TLD cod país .tr                  | ICAO aeronave regis. prefixo(s) —        |
| E.212 Mobile código país(s) 286 | OTAN Cód três-letras —   | OTAN Cód duas-letras (obsoleto) — | LOC MARC código(s) TU                    |
| ITU Marítima ID (s) —           | ITU código de letras TUR | FIPS código de país(es) TU        | Licença código chapa TR                  |
| GS1 GTIN prefixo(s) 868-869     | UNDP códigos de país TUR | WMO códigos de país TU            | ITU prefixos indicativo TAA-TCZ, YMA-YMZ |

## Turquemenistão
| ISO 3166-1 numérico 795         | ISO 3166-1 alfa-3 TKM    | ISO 3166-1 alfa-2 TM              | ICAO cod aeroporto prefixo(s) UT  |
| E.164 cód tel(s) +993           | COI cód país —           | TLD cod país .tm                  | ICAO aeronave regis. prefixo(s) — |
| E.212 Mobile código país(s) 438 | OTAN Cód três-letras —   | OTAN Cód duas-letras (obsoleto) — | LOC MARC código(s) TK             |
| ITU Marítima ID (s) —           | ITU código de letras TKM | FIPS código de país(es) TX        | Licença código chapa TM           |
| GS1 GTIN prefixo(s) —           | UNDP códigos de país TUK | WMO códigos de país TR            | ITU prefixos indicativo EZA-EZZ   |

## Turcas e Caicos
| ISO 3166-1 numérico 796         | ISO 3166-1 alfa-3 TCA    | ISO 3166-1 alfa-2 TC              | ICAO cod aeroporto prefixo(s) MB  |
| E.164 cód tel(s) +1 649         | COI cód país —           | TLD cod país .tc                  | ICAO aeronave regis. prefixo(s) — |
| E.212 Mobile código país(s) 376 | OTAN Cód três-letras —   | OTAN Cód duas-letras (obsoleto) — | LOC MARC código(s) TC             |
| ITU Marítima ID (s) —           | ITU código de letras TCA | FIPS código de país(es) TK        | Licença código chapa —            |
| GS1 GTIN prefixo(s) —           | UNDP códigos de país TCI | WMO códigos de país TI            | ITU prefixos indicativo —         |

## Tuvalu
| ISO 3166-1 numérico 798         | ISO 3166-1 alfa-3 TUV    | ISO 3166-1 alfa-2 TV              | ICAO cod aeroporto prefixo(s) NGF     |
| E.164 cód tel(s) +688           | COI cód país —           | TLD cod país .tv                  | ICAO aeronave regis. prefixo(s) —     |
| E.212 Mobile código país(s) 553 | OTAN Cód três-letras —   | OTAN Cód duas-letras (obsoleto) — | LOC MARC código(s) TV                 |
| ITU Marítima ID (s) —           | ITU código de letras TUV | FIPS código de país(es) TV        | Licença código chapa TUV (unofficial) |
| GS1 GTIN prefixo(s) —           | UNDP códigos de país TUV | WMO códigos de país TV            | ITU prefixos indicativo T2A-T2Z       |